# 阿德里安·范·韦恩加登
阿德里安·范·韦恩加登（Adriaan "Aad" van Wijngaarden，1916年11月2日–1987年2月7日），是荷兰数学家和计算机科学家。上大学时受训为机械工程师，van Wijngaarden强调并提倡了数学的计算方面，首先在数值分析中，接着在编程语言中，最终在编程语言的设计原理中。

## 生平
van Wijngaarden所受大学教育是机械工程，在1939年他为此获得了代尔夫特理工大学的学位。他接着攻读了流体动力学的博士学位，但是后来放弃了这个领域。在1945年他加入荷兰皇家航空航天中心，次年会同一个小组到英格兰去学习在第二次世界大战期间开发出的新技术。
van Wijngaarden好奇于自动计算的新想法。在1947年1月1日，他成为了在阿姆斯特丹新成立的当时叫做“数学中心”的荷兰数学和计算机科学研究学会（CWI）的计算部门的首领。他接着进一步访问了英格兰和美国，采集建造第一台荷兰的计算机的想法，即ARRA（荷兰语的自动继电器计算器于阿姆斯特丹的缩写），它是在1952年首次展示的机电设备。同年van Wijngaarden聘任了Edsger W. Dijkstra，一起为ARRA制作软件。
在1958年，于访问苏格兰的爱丁堡期间，van Wijngaarden遭遇严重车祸，他的妻子遇难。当他康复后，他更加关注于编程语言研究。次年他成为了荷蘭皇家藝術與科學學院成员。
在1961年，van Wijngaarden成为在阿姆斯特丹的数学中心的主任，并担任此职位二十年。
van Wijngaarden是ALGOL 60语言和后来ALGOL 68语言的设计者之一，他为其开发了两级类型的形式文法，称谓为van Wijngaarden文法。
在1962年，van Wijngaarden参与开发编程和信息学的国际标准，成为了国际信息处理联盟（IFIP）的关于算法语言和演算的IFIP工作组2.1成员，此工作组规定、维护并支持编程语言ALGOL 60和ALGOL 68。

## 引用
1. 1 2  Verrijn-Stuart, Alex. . 1995  [11 October 2020]. （原始内容存档于2024-12-14）.
2. ↑  . Royal Netherlands Academy of Arts and Sciences.   [2015-07-20]. （原始内容存档于2021-10-21）.
3. ↑  van Wijngaarden, Adriaan; Mailloux, Barry James; Peck, John Edward Lancelot; Koster, Cornelis Hermanus Antonius; Sintzoff, Michel; Lindsey, Charles Hodgson; Meertens, Lambert Guillaume Louis Théodore; Fisker, Richard G. (编).  (PDF). Springer-Verlag. 1976  [2019-05-11]. ISBN 978-0-387-07592-1. OCLC 1991170. （原始内容存档 (PDF)于2019-04-19）.
4. ↑  Jeuring, Johan; Meertens, Lambert; Guttmann, Walter. . Foswiki. 2016-08-17  [2020-09-11]. （原始内容存档于2021-03-08）.
5. ↑  Swierstra, Doaitse; Gibbons, Jeremy; Meertens, Lambert. . Foswiki. 2011-03-02  [2020-09-11]. （原始内容存档于2018-09-02）.